# すみれの蕾
『すみれの蕾』（すみれのつぼみ）は、美蕾から発売されている女性向け、18歳未満購入禁止の女性向け恋愛アドベンチャーゲーム。

## 概要
2009年3月13日にWindows 98/Me/2000/XP/Vista用に発売。

## ストーリー
主人公は歌劇場のある街に住む、歌劇と裁縫が好きな女の子。

学園編では、学園三年生の主人公が、ふとしたことから通っている学園の演劇部に入部し、そこで待ち構えていた雑用の日々のなかで、個性的な部員達と出会い、様々な出来事を経験していき‥‥。

歌劇編は、学園を卒業してから4年後が舞台。服飾学校を経て、念願の歌劇団の衣装部で働き始めた主人公がかつての同級生達や幼馴染と再会し、再び交流をはじめ‥‥。

## 登場人物
早坂 サツキ（はやさか　さつき）※名前変換可能
声：君影ミヤビ
主人公。引っ込み思案な性格。裁縫が趣味で、服装は地味で実用的。目が悪く分厚い丸メガネをかけているが実はかなりの美少女。本人は意識しておらず女性として劣等感を持っている。容姿・恋愛に対して苦手意識を持つようになったのはカナデとの喧嘩が大きく関係している。
歌劇編では歌劇団の裏方の仕事に就き衣装部に勤めている。
鈴城　カナデ（すずしろ　かなで）
声：先割れスプーン
主人公の幼馴染。幼い頃からピアノの英才教育を受け、海外へ引っ越す。あることがきっかけで主人公とは喧嘩したまま。歌劇編ではピアニストとして歌劇団から楽曲提供の依頼を受け帰国する。学園編と歌劇編で設定が大きく異なるキャラクターである。
夜凪　トウワ（やなぎ　とうわ）
声：皇帝
学園の演劇部副部長。毒舌家で主人公を雑用係として働かせる黒い性格の持ち主。父は演出家で、歌劇団には縁がある。歌劇編では若手演出家として活躍しており、ステラ歌劇団の演出を手がけるため主人公と再会する。
東　清一郎（あずま せいいちろう）
声：プログレス
学園の演劇部部長。有名な歌舞伎役者の息子だが、ゆえに世間から少しズレているところもある。勉強は苦手。トウワとは幼馴染。歌劇編では若手歌舞伎役者として活躍している。
日下部　ハル（くさかべ　はる）
声：平井達矢
演劇部員。控えめで内気な性格。部活中はミカン箱の机で書き物をしていることが多い。家はお金持ち。歌劇編では小説家として活躍しており、トウワの依頼で歌劇団の脚本家として主人公の前に現れる。
ユキ（ゆき）
声：木島宇太
昼間は劇団の大道具部でバイトしながら学園の夜間部に通っている演劇部員。普段は陽気で活発だが、実は一番大人な思考の持ち主である。歌劇編ではバイトをしていた劇団の大道具部に就職。主人公とは同じ職場仲間である。小柄な体格の割りにかなりの力持ち。
淳　ヒカリ（じゅん　ひかり）
声：紺野綾
主人公があこがれているステラ歌劇団の男役団員。歌劇編では天組の4番手男役になっている。
(以上が攻略対象キャラクター)
ムツキ（むつき）
声：大石けいぞう
主人公の弟。姉思いの素直な性格。
日下部　アキナ（くさかべ　あきな）
ハルの妹。典型的なお嬢様。なかなかの美人だが、重度のブラコン。
小清水　マコト（こしみず　まこと）
主人公の親友。歌劇編では淳ヒカリのファンクラブ代表をしている。
有馬　隼太（ありま　はやた）
声：大石けいぞう
東清一郎の従者。いつも送り迎えをしている。
セバスチャン（せばすちゃん）
日下部家の執事。女性。
瀬高　ナツキ（せだか　なつき）
ステラ歌劇団の男役団員。トップスター。
流風　マナミ（るか　まなみ）
ステラ歌劇団の2番手男役団員
銀　ホノカ（しろがね　ほのか）
ステラ歌劇団の3番手男役団員。東清一郎の従姉妹。

## スタッフ
- 制作・企画：美蕾
- 原画： よしかず、汁ひとぞ汁(原画補助)
- シナリオ： タッキー、わさび玉児、kami-na、沙知あらん
- シナリオアシスト： スズキ、入江蒼依、エモシアマナ、犬山チャコ
- 音楽:男児帝
- OP「春風」：Sara (歌),　Taka・Junko(作詞・作曲・編曲),　Takashi(エンジニア)
- ED「花」　：Sara (歌),　Taka・Junko(作詞・作曲・編曲),　Takashi(エンジニア)

## 各店舗特典
- ドラマCD・ミニドラマ「ファーストコンタクト」（日下部ハル＋ユキ）：アニメイト特典
- ドラマCD・ミニドラマ「俺の話を聞いてくれ！」（夜凪トウワ＋東清一郎）：ソフマップ特典
- ドラマCD・ミニドラマ「遠距離★カタヲモイ」（鈴城カナデ＋ムツキ）：メッセサンオー特典
- 書き下ろしテレホンカード(鈴城カナデ)：メディアランド特典
- ドラマCD・ミニドラマ「突撃！波乱のお見舞い計画！」（鈴城カナデ/夜凪トウワ/東清一郎/日下部ハル/ユキ/淳ヒカリ）：美蕾オフィシャルHP特典
- システムボイス集：美蕾オフィシャルHP予約特典